# 161街-洋基體育場車站
161街-洋基體育場車站（英語：161st Street–Yankee Stadium station）是紐約地鐵的車站，由高架的IRT傑羅姆大道線和地底的IND匯集線共用，位於布朗克斯161街及河流大道交界，設有以下列車服務：
- 4號線列車（任何時候停站）
- D線列車（任何時候停站（除繁忙時段的尖峰方向外））
- B線列車（僅繁忙時段停站）

此站於2015年的乘客量為8,922,188人次，成為布朗克斯最繁忙的車站的紐約第39繁忙的車站。
此站是其中一個位於布朗克斯的車站複合（另一個為149街-大廣場車站）。IND部分於1933年啟用時，兩線之間轉乘需使用紙票，直至1950年代室內扶手電梯興建為止。

## 車站結構
| 2F     | 側式月台，右側開門 | 側式月台，右側開門                                                             |
| 2F     | 北行               | 往伍德羅恩（167街）                                                            |
| 2F     | 尖峰特快           | 無定期服務                                                                     |
| 2F     | 南行               | 往猶提卡大道（深夜往新地段大道）（149街-大廣場）                               |
| 2F     | 側式月台，右側開門 |                                                                                |
| 1F     | 夾層               | 車站詢問處、MetroCard自動售票機                                                |
| G 街道 | 出入口             | 升降機位於161街及河流大道東北角                                                |
| B1     | 夾層               | 車站詢問處、MetroCard自動售票機                                                |
| B2     | 側式月台，右側開門 | 側式月台，右側開門                                                             |
| B2     | 南行               | 尖峰時段往布來頓海灘（155街） · 除早上尖峰時段外往康尼島-斯提威爾大道（155街） |
| B2     | 尖峰特快           | 不停靠                                                                         |
| B2     | 北行               | 尖峰時 往貝德福德公園林蔭路（167街） · 除黃昏尖峰時段外往諾伍德-205街（167街） |
| B2     | 側式月台，右側開門 |                                                                                |

此車站可以無障礙通行，所有月台都設有升降機。
此站鄰近洋基體育場，亦服務車站東面附近的布朗克斯縣法院、政府設施以及購物區。此站距離大都會運輸署大都會北方鐵路的洋基-東153街車站約八個街區，但同樣但供前往洋基體育場的服務。

## IRT傑羅姆大道線月台
161街-洋基體育場車站是一個位於IRT傑羅姆大道線的慢車地鐵站，設有兩個側式月台和三條軌道。此站各月台設有比其他車站更多的出口樓梯，導致此站月台比傳統IRT月台要長許多。
過去IRT第九大道線在此站以北近162街的位於與IRT傑羅姆大道線連接。現時仍有部分第九大道線的連接軌道仍然可見。

## IND匯集線月台
161街-洋基體育場車站位於IND匯集線，是一個慢車地鐵站，設有兩個側式月台和三條軌道。

## 外部連結
- nycsubway.org—IRT Woodlawn Line: 161st Street-Yankee Stadium
- nycsubway.org—IND Concourse Line: 161st Street-Yankee Stadium
- nycsubway.org — Wall-Slide/Room of Tranquility Artwork by Acconci and Brandt (2002)（页面存档备份，存于）
- Station Reporter — Yankee Stadium Complex
- The Subway Nut — 161st Street–Yankee Stadium Pictures（页面存档备份，存于）
- MTA's Arts For Transit — 161st Street–Yankee Stadium（页面存档备份，存于）
- 161st Street & River Avenue — southwest corner entrance from Google Maps Street View
- 161st Street & River Avenue entrance to Jerome Avenue Line from Google Maps Street View
- 161st Street & River Avenue — northeast corner entrance to Concourse Line from Google Maps Street View
- Walton Avenue entrances from Google Maps Street View
- IRT platforms from Google Maps Street View （页面存档备份，存于）
- IND platforms from Google Maps Street View （页面存档备份，存于）